# Paper Marioː Color Splash
Paper Mario: Color Splash es un videojuego de rol de 2016 desarrollado por Intelligent Systems y publicado por Nintendo para la consola Wii U. Es la quinta entrega de la serie Paper Mario y la secuela de Paper Mario: Sticker Star. La historia sigue al protagonista, Mario, en su búsqueda para recuperar las Grandes Estrellas de Pintura y rescatar a la Princesa Peach de Bowser.
La idea de un juego de temática de pintura surgió de Atsushi Isano, el director de producción de Intelligent Systems. El juego fue desarrollado para aprovechar el hardware Wii U, incluyendo el GamePad, pantalla táctil y capacidades de alta definición. El equipo en desarrollo implementó un sistema de batalla basado en cartas porque pensaban que sería divertido usar el GamePad para ordenar y mover cartas. Los artistas se centraron en hacer que el papel del juego se vea lo más realista posible. El juego fue lanzado en todas las regiones en octubre de 2016.

## Juego
Color Splash tiene elementos de acción-aventura y géneros de rol. El juego utiliza modelos tridimensionales planos, como en los anteriores juegos de Paper Mario, y un mundo hecho de materiales artesanales y tejidos similares a Sticker Star.  El juego se controla con el Wii U GamePad 
La mayor parte del juego se divide en dos segmentos: exploración y combate. Mientras exploran, los jugadores son libres de recoger cartas, hablar con personajes no jugadores, consultar a Huey para obtener ayuda, resolver puzles, completar desafíos de plataformas, guardar el juego en ciertos puntos, y pintar lugares incoloros. 

### Mapa del mundo
Los jugadores atraviesan niveles a través de un mapa del mundo. El objetivo de cada nivel es llegar a la Mini Estrella de Pintura. Al llegar a una Mini Estrella de Pintura por primera vez, el jugador desbloquea un camino, lo que les permite acceder a nuevas etapas. Hay múltiples Mini Estrellas de Pintura en algunos niveles.
Al otro lado del mapa hay ocho templos "roshambo", donde el jugador puede competir en torneos roshambo (un juego similar a rock-paper-scissors)y ganar cartas raras. 
En ocasiones, el jugador debe correr un tipo tímido gris llamado el bandido tímido alrededor del mapa a un nivel específico. El Bandido Tímido intentará drenar el color del nivel. Si tiene éxito, cualquier lugar en el nivel vuelve a su estado incoloro. Si el jugador alcanza el nivel antes del Bandido Tímido, el jugador es recompensado con 300 monedas. Si el jugador alcanza el nivel después del Bandido Tímido pero antes de que drene todo el color del nivel, entran en una batalla normal con el Bandido Tímido. 

### Habilidades
Nuevo en Paper Mario: Color Splash es el martillo de pintura, que puede rellenar puntos incoloros que se encuentran en todo el mundo. Requiere pintura para usar. La pintura viene en variedades rojas, azules y amarillas, y se puede obtener golpeando objetos con el martillo. El tipo de área que el jugador está rellenando determina el color y la cantidad de pintura utilizada. El jugador puede aumentar su capacidad de pintura mediante la recolección de restos de martillo.
Los jugadores pueden usar una nueva habilidad llamada "recorte" para llegar a áreas inaccesibles en niveles. Para usar la habilidad, el jugador traza una línea de puntos en la pantalla táctil del GamePad, haciendo que parte del entorno se despegue.

### Combatir y cartas
Si el jugador choca con un enemigo mientras explora, el jugador luchará contra ellos. Dependiendo de cómo el jugador chocó con el enemigo, el jugador o el enemigo pueden ser capaces de atacar inmediatamente. El sistema de combate de Color Splash es un sistema de batalla de rol por turnos. Los posibles ataques del jugador están representados por cartas que el jugador puede recoger de los niveles o enemigos derrotados, o comprar en las tiendas con la moneda del juego de monedas. Los jugadores pueden tener un máximo de 99 cartas. Las cartas se pueden usar para atacar a los enemigos, prevenir el daño o sanar a Mario, y se pueden pintar para aumentar su fuerza.  Las cartas van desde ataques básicos de salto y martillo hasta cartas 'Thing' que se asemejan a objetos del mundo real, como un extintor de incendios.  El tipo de tarjeta determina la cantidad y el color de la pintura a utilizar. Los jugadores eligen, pintan y ordenan las cartas con la pantalla táctil del GamePad.  Los ataques enemigos hacen que el jugador tome daño. Si el jugador pierde todos sus HP,resultará en un juego sobre. Si el jugador derrota a todos los enemigos activos, el jugador vuelve al nivel y es recompensado con una variedad aleatoria de monedas, cartas, pintura y restos de martillo.
En ocasiones aleatorias, Kamek aparecerá y restringirá al jugador durante una batalla, con una recompensa aumentada si el jugador completa el desafío. En estos desafíos, el jugador no puede huir de la batalla y las cartas del jugador se verán afectadas negativamente.

## Trama
Mario y la princesa Peach reciben una carta de Prism Island, que descubren que es un toad escurrido por colores. Navegan a Prism Island con otro Toad para investigar. Al llegar a Port Prisma, los tres viajeros encuentran la ciudad desierta y se dan cuenta de lugares y objetos incoloros. La fuente central está seca y falta sus famosas Big Paint Stars. Una bóveda aparece en la fuente, que contiene una lata de pintura. Después de que Mario intenta abrirlo, la lata se revela como Huey (Baldo en español), el guardián de Prisma Fountain. Huey explica que la fuente suele estar propulsada por seis Big Paint Stars, que suministran a la isla pintura infinita. Le pide a Mario que los ayude a recuperarlos. Mientras Mario está explorando la isla, Peach es secuestrado por Bowser.
Mario atraviesa seis áreas para recuperar las Grandes Estrellas de Pintura mientras ayuda a los Toads locales y lucha contra varios enemigos, incluyendo los Koopalings, que sirven como jefes. A medida que Mario recoge las Grandes Estrellas de Pintura, revelan progresivamente sus recuerdos del ataque a Port Prisma. Una vez que Mario recupera las seis Grandes Estrellas de Pintura, revelan que Bowser intentó teñir su caparazón usando la Fuente Prisma, pero inadvertidamente creó pintura negra, una sustancia tóxica que lo poseía y lo transformó en Arco Negro. Procedió a robar las Grandes Estrellas de Pintura y drenar el color de Prism Island. También se revela que él fue quien les envió el Toad de color para persuadirlos de que llegaran a Prism Island.
Con la ayuda de Luigi y las Grandes Estrellas de la Pintura, Mario y Huey llegan al Castillo de Black Bowser. Descubren que está produciendo pintura negra armada en masa, con el objetivo de pintar el mundo de negro. Mario y Huey detienen las operaciones de la fábrica, derrotan a Black Bowser y rescatan a Peach. La destrucción de la fábrica hace que el castillo se desmorone. Peach, Mario y Luigi escapan, pero Huey se queda para detener la pintura negra y absorbe el castillo. Huey vuela al espacio, llevando la pintura negra lejos de Prism Island y sacrificándose en el proceso. En una escena poscréditos,si el jugador ha llenado ciertos requisitos, Huey vuelve a la Fuente Prisma.

## Desarrollo
En una entrevista con Game Informer,el productor Kensuke Tanabe explicó que la idea de volver a pintar el mundo originalmente vino del director de producción Atsushi Ikuno en 2012. Ikuno se inspiró en que sus hijos se divirtieron mientras coloran. Según Tanabe, se requería mucho ensayo y error antes de colorear con un martillo se sentía cómodo. El estilo artístico del juego se logró mediante el uso de diferentes tipos y texturas de papel para diferentes entornos. Tanabe creía que los artistas habían creado una representación de alta calidad de una playa. Tanabe declaró que el juego no utilizaba un sistema de juego de rol típico (centrado en el combate), sino que se centraba en la resolución de puzles,aunque la capacidad de pintura cambiaba con el tiempo a medida que el jugador recogía restos de martillo y por lo tanto era una forma de "nivelación". El sistema de combate fue desarrollado para crear controles sólo posibles en la Wii U. Respondiendo a las críticas de la falta de variedad de personajes, Tanabe explicó que Shigeru Miyamoto,el creador de Mario, pidió a los desarrolladores que hicieran el juego con sólo personajes de Mario preexistentes. Tanabe explicó que muchas expresiones y chistes diferían dependiendo del idioma (por ejemplo, una broma que hacía referencia a Super Mario Bros.: The Lost Levels fue cambiado para el guion japonés). 
El coproductor Risa Tabata fue entrevistado por US Gamer y explicó que debido a que el hardware de Wii U era más potente que las consolas anteriores de Nintendo como la Nintendo 3DS, los artistas fueron capaces de hacer un papel realista en el juego. La pantalla táctil más grande del GamePad permitió a los desarrolladores implementar el sistema de batalla basado en cartas para que pudiera ser controlado directamente desde la pantalla; esto no era posible en Sticker Star,ya que la pantalla táctil del 3DS era demasiado pequeña. Otra novedad introducida en Color Splash fue una cámara que siguió al jugador en 3D,aunque los desarrolladores evitaron las capacidades multijugador y Miiverse en favor de una buena experiencia para un jugador. Tabata también explicó que las cartas se limitaban a hacer que los jugadores pensaran estratégicamente.
Paper Mario: Color Splash fue anunciado como un lanzamiento de 2016 durante una presentación de Nintendo Direct el 3 de marzo de 2016.
El juego estaba disponible para la pre-compra en Nintendo eShop el 22 de septiembre de 2016. Sin embargo, rápidamente se descubrió que Nintendo of America había puesto accidentalmente el juego completo a disposición, dos semanas antes de su fecha de lanzamiento prevista. Nintendo más tarde retiró la opción de precarga de la eShop norteamericana, pero las personas que descargaron el juego pudieron conservar sus copias.

## Recepción
Tras su revelación, Color Splash fue recibido con controversia por continuar con la fórmula introducida en Sticker Star. En el lanzamiento, sin embargo, el juego recibió una recepción generalmente positiva de los críticos, con muchos elogiando los gráficos del juego, la banda sonora y el diálogo mejorado. Sin embargo, el sistema de combate y la falta de variedad de carácter fueron criticados.
El juego ha vendido un total de 0,87 millones de copias en todo el mundo además de ser el último juego de Mario lanzado en Wii U.